# Хадика Башир
Хадика Башир (Сват, 2002) пакистанска је активисткиња која се бори против дечјих бракова. Добитница је награде Амбасадор за људска права азијских девојчица и хуманитарне награде Мухамед Али.

## Детињство и младост
Баширова је рођена 2002. године као дете Ифтикара Хусеина (отац) и Сајде Ифтикар (мајка). Имала је десет година када је бака желела да је уда. Хадика је видела тешку ситуацију у којој је била њена другарица из разреда удата у раној младости, те није желела да се венча. Њен ујак Ерфан Хусеин, оснивач Girls United for Human Rights, помогао јој је да не склопи брак. Од тада, Баширова ради у својој заједници како би помогла да се спрече дечји бракови.

## Активизам
Пут Хадике Башир започео је након њене борбе да избегне брак. Године 2014. са ујаком је основала организацију Girls United for Human Rights која се бори за женска права. Након школе, Хадика иде од куће до куће да разговара са женама како би их наговорила да не удају своје младе ћерке. Она се залаже за образовање девојчица и интервенише кад год чује за присилни брак. Успела је да убеди пет породица у својој заједници да своје младе ћерке не присиљавају на венчање. Кроз своју организацију Баширова помаже женама које се суочавају са породичним насиљем. Жене имају подршку било кроз медицинска, било кроз законска помагала.
Girls United је група од петнаест девојака која одржавају сесије свесности у локалним школама, факултетима и заједницама како би отворено разговарали о предностима образовања и здравља детета. Кроз свој рад, Баширова жели да њена конзервативна заједница почне другачије да сагледава женска права, образовање и брак.

## Награде
- 2016 — Хадика Башир је постала прва пакистанска девојка која је добила награду Амбасадора за људска права азијских девојчица.[7]
- 2015 — Хадика Башир је добила трећу хуманитарну награду Мухамед Али за посвећивање свог живота окончању праксе дечјих бракова у Пакистану.[7][2]